# Temuera Morrison
Temuera Derek Morrison (Rotorua, 26 dicembre 1960) è un attore neozelandese.

## Biografia
Nato e cresciuto a Rotorua, sull'Isola del Nord della Nuova Zelanda, in una famiglia d'origini maori, scozzesi ed irlandesi, è nipote di Sir Howard Morrison, celebre in Patria come intrattenitore televisivo e radiofonico. 
Morrison è principalmente conosciuto per aver interpretato Jake "the Muss" Heke (Jake "la Furia" Heke nella versione italiana) in Once Were Warriors - Una volta erano guerrieri (Once Were Warriors, 1994), ruolo poi ripreso nel suo sequel Once Were Warriors 2 - Cinque anni dopo (What Becomes of the Broken Hearted?, 1999). 
Nel 2002 diventa popolare nel ruolo di Jango Fett in Star Wars - Episodio II - L'attacco dei cloni (Star Wars: Episode II - Attack of the Clones). A causa di ciò Morrison ridoppia il personaggio di Boba Fett nella trilogia originale di Guerre stellari su DVD, sostituendo la voce di Jason Wingreen. Siccome il personaggio di Jango Fett è il modello da cui sono ricavati i Clone trooper nel secondo episodio, Temuera Morrison compare anche nel terzo episodio, svolgendo la parte del Comandante Cody e di altri piloti. Presta la voce all’armata dei cloni in diversi videogiochi prodotti dalla LucasArts come Star Wars: Republic Commando, Star Wars: Battlefront, e Star Wars: Battlefront II. Nel 2016 recita nel film Senza tregua 2.
Nel 2020 interpreta Boba Fett nelle serie televisiva The Mandalorian, distribuita su Disney+. Nell'anno successivo torna ad interpretare il personaggio nella serie a lui dedicata The Book of Boba Fett, distribuita sempre sulla stessa piattaforma. Nel 2022 interpreta un clone nella serie tv Obi-Wan Kenobi.

## Filmografia

### Attore

#### Cinema
- Rangi's Catch, regia di Michael Forlong (1972)
- Other Halves, regia di John Laing (1984)
- Never Say Die, regia di Geoff Murphy (1988)
- Mauri, regia di Merata Mita (1988)
- Once Were Warriors - Una volta erano guerrieri (Once Were Warriors), regia di Lee Tamahori (1994)
- Barb Wire, regia di David Hogan (1996)
- L'isola perduta (The Island of Dr. Moreau), regia di John Frankenheimer (1996)
- Broken English, regia di Zoe Cassavetes (1996)
- Whipping Boy, regia di Di Drew (1996)
- Little White Lies, regia di Pauline Chan (1996)
- Speed 2 - Senza limiti (Speed 2: Cruise Control), regia di Jan de Bont (1997)
- Sei giorni sette notti (Six Days Seven Nights), regia di Ivan Reitman (1998)
- Once Were Warriors 2 - Cinque anni dopo (What Becomes of the Broken Hearted?), regia di Ian Mune (1999)
- Vertical Limit, regia di Martin Campbell (2000)
- Dal tramonto all'alba 3 - La figlia del boia (From Dusk Till Dawn 3: The Hangman's Daughter), regia di P. J. Pesce (2000)
- Crooked Earth, regia di Sam Pillsbury (2001)
- Star Wars - Episodio II - L'attacco dei cloni (Star Wars: Episode II - Attack of the Clones) (2002)
- Meno della polvere (The Beautiful Country), regia di Hans Petter Moland (2004)
- Blueberry, regia di Jan Kounen (2004)
- Un bellissimo paese (The Beautiful Country), regia di Hans Petter Moland (2004)
- Star Wars - Episodio III - La vendetta dei Sith (Star Wars: Episode III - Revenge of the Sith) regia di George Lucas (2005)
- River Queen, regia di Vincent Ward (2005)
- Rain of the Children, regia di Vincent Ward (2008)
- L'isola delle coppie (Couples Retreat), regia di Peter Billingsley (2009)
- Presa mortale 2 (The Marine 2), regia di Roel Reiné (2009)
- Tracker, regia di Ian Sharp (2010)
- Lanterna Verde (Green Lantern), regia di Martin Campbell (2011)
- Fresh Meat, regia di Danny Mulheron (2012)
- Il Re Scorpione 3 - La battaglia finale (The Scorpion King 3: Battle for Redemption), regia di Roel Reiné (2012)
- Mt. Zion, regia di Te Arepa Kahi (2013)
- Mahana, regia di Lee Tamahori (2016)
- Senza tregua 2 (Hard Target 2), regia di Roel Reiné (2016)
- Osiride - Il 9º pianeta (Science Fiction Volume One: The Osiris Child), regia di Shane Abbess (2016)
- Meke, regia di Tim Worrall - cortometraggio (2017)
- Aquaman, regia di James Wan (2018)
- Occupation, regia di Luke Sparke (2018)
- Dora e la città perduta (Dora and the Lost City of Gold), regia di James Bobin (2019)
- The Flash, regia di Andy Muschietti (2023)
- Aquaman e il regno perduto (Aquaman and the Lost Kingdom), regia di James Wan (2023)

#### Televisione
- Seekers - serie TV, 10 episodi (1986)
- Adventurer - serie TV, 10 episodi (1987)
- Shark in the Park - serie TV, episodio 2x11 (1990)
- The Grasscutter - film TV, regia di Ian Mune (1990)
- Shortland Street - serie TV, 35 episodi (1992-2008)
- Ihaka: Blunt Instrument - film TV, regia di Peter Fisk (2001)
- L'incredibile viaggio di Captain Drake (The Immortal Voyage of Captain Drake), regia di David Flores (2009)
- Spartacus - Gli dei dell'arena (Spartacus: Gods of the Arena) – miniserie TV, 2 puntate (2011)
- Missing Christmas - film TV, regia di Ryan Cooper e Tim Evans (2012)
- Tatau - miniserie TV, 8 episodi (2015)
- Dawn - film TV, regia di Robert Stromberg (2016)
- Frontiera (Frontier) - serie TV (2018)
- The Mandalorian - serie TV, 4 episodi (2020)
- The Book of Boba Fett - miniserie TV, 7 episodi (2021)
- Obi-Wan Kenobi - serie TV, episodio 1x02 (2022)
- Ahsoka - serie TV, episodio 1x05 (2023)

### Doppiatore
- Star Wars: Bounty Hunter - videogioco (2002)
- Star Wars: Battlefront - videogioco (2004)
- Star Wars: Episodio V - L'Impero colpisce ancora (The Empire Strikes Back) (1980) - riedizione del 2004 (ridoppiaggio di Boba Fett)
- Star Wars: Republic Commando - videogioco (2005)
- Star Wars: Empire at War - videogioco (2006)
- Star Wars: Battlefront - videogioco (2015)
- Oceania (Moana), regia di Ron Clements e John Musker (2016)
- The Barefoot Bandits - serie animata, 9 episodi (2016-2017)
- Star Wars: Battlefront II - videogioco (2017)
- Star Wars: Visions - anime, episodio 1x02 (2021)
- Star Wars Jedi: Survivor - videogioco (2023)
- Secret Level - serie TV, episodio 1x08 (2024)
- Oceania 2 (Moana 2), regia di David Derrick Jr. (2024)

## Doppiatori italiani
Nelle versioni in italiano delle opere in cui ha recitato, Temuera Morrison è stato doppiato da:
- Roberto Pedicini in Once Were Warriors - Una volta erano guerrieri, Once Were Warriors 2 - Cinque anni dopo, Star Wars - Episodio II - L'attacco dei cloni, Star Wars - Episodio III - La vendetta dei Sith, Dora e la città perduta, The Mandalorian, The Book of Boba Fett
- Dario Oppido in Aquaman, The Flash, Aquaman e il regno perduto
- Luca Biagini in Il Re Scorpione 3 - La battaglia finale, Occupation
- Renato Cecchetto in Barb Wire
- Andrea Ward in Speed 2 - Senza limiti
- Angelo Nicotra in Vertical Limit
- Massimo Rossi in Dal tramonto all'alba 3 - La figlia del boia
- Gerolamo Alchieri in L'isola delle coppie
- Stefano De Sando in Lanterna Verde
- Pasquale Anselmo in Spartacus - Gli dei dell'arena
- Alberto Angrisano in Senza tregua 2
- Marco Gargiulo in Frontiera
- Riccardo D'Aquino in Obi-Wan Kenobi
- Alessandro Ballico in Ahsoka

Da doppiatore è sostituito da:
- Roberto Pedicini in Oceania, Star Wars: Visions, Star Wars Jedi: Survivor, Oceania 2
- Andrea Bolognini in Star Wars: Battlefront II